# Clytellus mononychus
Clytellus mononychus là một loài bọ cánh cứng trong họ Cerambycidae.